# Euplantula

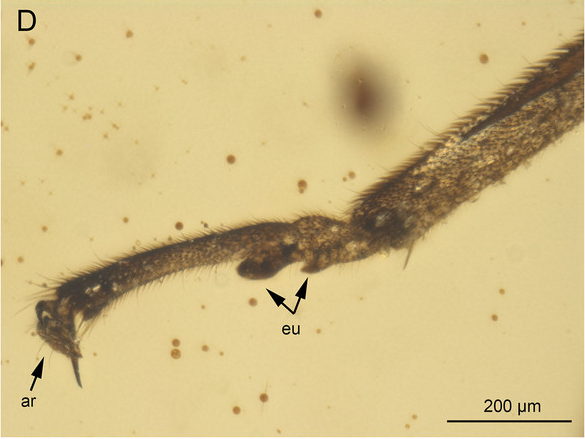
eu: euplantula bij Lapisperla keithrichardsi

Een euplantula (meervoud: euplantulae) is een structuur aan de onderzijde van de poten van bepaalde insecten. Een euplantula is een hechtorgaan, vergelijkbaar met de hechtlamellen van sommige hagedissen. Euplantulae komen onder andere voor bij de wandelende takken. Ze zijn een verbrede versie van de plantula of pulvilli, die eenzelfde functie vervullen en eveneens aan de poten zijn gelegen. 